# Saint-Rémy-de-Maurienne
Saint-Rémy-de-Maurienne este o comună în departamentul Savoie din sud-estul Franței. În 2009 avea o populație de 1.265 de locuitori.

## Evoluția populației
| An        | 1975 | 1982 | 1990 | 1999 | 2006  | 2009  |
| --------- | ---- | ---- | ---- | ---- | ----- | ----- |
| Populație | 891  | 817  | 962  | 967  | 1.170 | 1.265 |